# Antonio Mennini
Antonio Mennini (Roma, 2 settembre 1947) è un arcivescovo cattolico italiano.

## Biografia
Nato a Roma da Luigi Mennini, storico dirigente dell'Istituto per le opere di religione, entra nell'Almo Collegio Capranica e riceve l'ordinazione presbiterale il 14 dicembre 1974 dal cardinale Ugo Poletti, dopo aver studiato presso la Pontificia Università Gregoriana di Roma. Studia presso la Pontificia accademia ecclesiastica, laureandosi in teologia; nel 1981 entra nel servizio diplomatico della Santa Sede. In questo periodo lavora presso la rappresentanza pontificia dell'Uganda, e poi presso quella della Turchia fino alla chiamata a lavorare nel Consiglio per gli Affari Pubblici della Chiesa.
L'8 luglio 2000 è nominato nunzio apostolico in Bulgaria ed elevato ad arcivescovo titolare di Ferento da papa Giovanni Paolo II.
Il 12 settembre 2000 viene consacrato arcivescovo dal cardinale Angelo Sodano, co-consacranti i cardinale italiano Camillo Ruini e il francese Jean-Louis Tauran.
Il 6 novembre 2002 è nominato rappresentante della Santa Sede nella Federazione Russa, dove svolge un'apprezzata opera di diplomazia con il patriarca di Mosca, con il presidente Dmitrij Medvedev e con il governo di Vladimir Putin, fino a raggiungere l'allacciamento delle relazioni diplomatiche bilaterali tra Santa Sede e Russia il 9 dicembre 2009, grazie al quale papa Benedetto XVI istituisce la nunziatura apostolica. Il 27 ottobre 2007 partecipa alla consacrazione episcopale di Paolo Pezzi, arcivescovo della Madre di Dio a Mosca, presieduta dall'arcivescovo Tadeusz Kondrusiewicz.
Il 26 luglio 2008 viene nominato anche nunzio apostolico in Uzbekistan.
Il 18 dicembre 2010 viene nominato nunzio apostolico in Gran Bretagna, in particolare per l'applicazione del motu proprio Anglicanorum coetibus, ruolo ricoperto fino al 6 febbraio 2017 quando viene nominato officiale della Segreteria di Stato della Santa Sede, in qualità di responsabile dei rapporti tra Santa Sede e Italia.
Secondo alcune fonti, nel 1978 avrebbe ascoltato l'ultima confessione di Aldo Moro durante il sequestro ad opera delle BR. Tuttavia Mennini ha ripetutamente affermato di non essersi mai recato nella prigione di Moro e di non averlo mai visitato durante la prigionia.

## Genealogia episcopale
La genealogia episcopale è:
- Cardinale Scipione Rebiba
- Cardinale Giulio Antonio Santorio
- Cardinale Girolamo Bernerio, O.P.
- Arcivescovo Galeazzo Sanvitale
- Cardinale Ludovico Ludovisi
- Cardinale Luigi Caetani
- Cardinale Ulderico Carpegna
- Cardinale Paluzzo Paluzzi Altieri degli Albertoni
- Papa Benedetto XIII
- Papa Benedetto XIV
- Papa Clemente XIII
- Cardinale Marcantonio Colonna
- Cardinale Giacinto Sigismondo Gerdil, B.
- Cardinale Giulio Maria della Somaglia
- Cardinale Carlo Odescalchi, S.I.
- Vescovo Eugène de Mazenod, O. M. I.
- Cardinale Joseph Hippolyte Guibert, O. M. I.
- Cardinale François-Marie-Benjamin Richard de la Vergne
- Cardinale Pietro Gasparri
- Cardinale Clemente Micara
- Cardinale Antonio Samorè
- Cardinale Angelo Sodano
- Arcivescovo Antonio Mennini